# Adam Piechura
Adam Piechura (ur. 21 lutego 1929 w Lublinie, zm. 7 grudnia 2018) – polski siatkarz i lekkoatleta, trener siatkówki i koszykówki.

## Kariera sportowa
Jako zawodnik AZS Wrocław został siatkarskim mistrzem Polski (1948 i 1950) oraz wicemistrzem Polski (1949). W 1949 wywalczył także brązowy medal lekkoatletycznych mistrzostw Polski w biegu na 400 m ppł. W 1952 zdobył wicemistrzostwo Polski w siatkówce z Gwardią Wrocław.
W latach 1949–1950 wystąpił piętnaście razy w reprezentacji Polski seniorów, m.in. mistrzostwach świata w 1949 (piąte miejsce) i mistrzostwach Europy w 1950 (szóste miejsce).
W 1951 ukończył studia w Wyższej Szkole Wychowania Fizycznego we Wrocławiu. Następnie prowadził równocześnie siatkarską drużynę AZS Wrocław (1952–1958) i koszykarską drużynę Gwardii Wrocław (1952–1963, w tym 1956–1960 i 1961–1963 w ekstraklasie). Następnie pracował jako nauczyciel w-f we wrocławskiej Szkole Podstawowej nr 20.
W latach 80. obronił pracę doktorską Analiza uzdolnień ruchowych 15-letnich uczniów klas sportowych i tradycyjnych w aspekcie ich poziomu intelektualnego (wyd. 1984).
Dwukrotnie wybierano go najlepszym trenerem na Dolnym Śląsku w plebiscycie „Słowa Polskiego” (1954, 1956).
Pochowany na Cmentarzu św. Wawrzyńca we Wrocławiu.

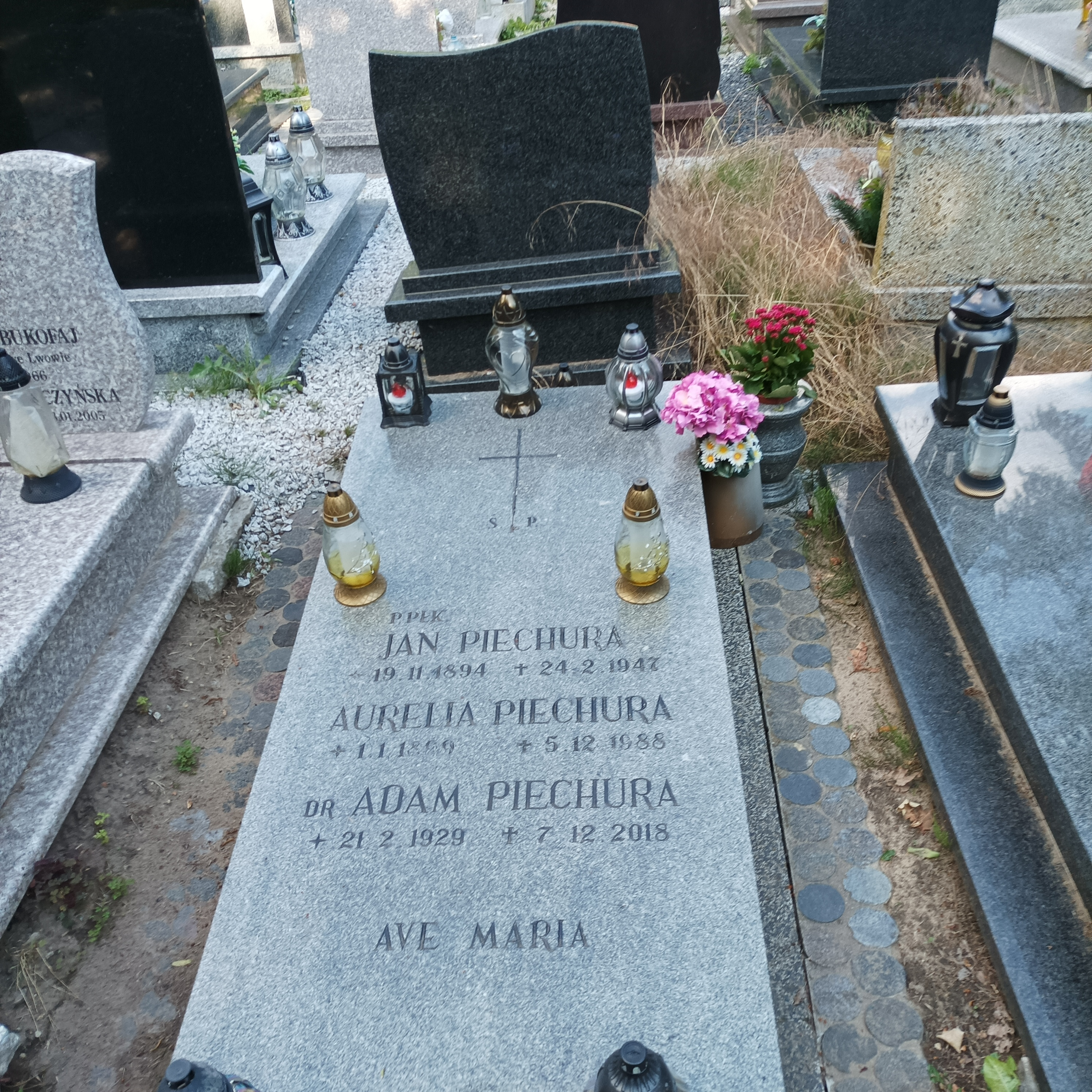
Grób Adama Piechury na cmentarzu św. Wawrzyńca we Wrocławiu